# René Zwaap
René Zwaap (Rotterdam, 1961) is een Nederlands journalist, auteur, scenarioschrijver en televisiemaker.

## Loopbaan
Zwaap was van 1988 tot 2004 redacteur van weekblad De Groene Amsterdammer en publiceerde in tal van andere media, zoals Esquire, Nieuw Israëlietisch Weekblad, Geschiedenis Magazine, Nieuwe Revu, Algemeen Dagblad, PM Magazine,VARA TV Magazine, de Neue Zürcher Zeitung, voetbaltijdschrift Johan en The Post Online. Hij is medeoprichter van het tijdschrift De Republikein, waarvan hij sinds 2015 hoofdredacteur is. Hij is samen met Mohamed el-Fers bedenker en maker van tv-kanaal MokumTV op de Amsterdamse lokale zender Salto A1, waar hij presentator was van de populaire royaltyrubriek de 'Appeltjes van Oranje'.
Zwaap won in 2000 de Mercurprijs voor "redacteur/columnist van het jaar" voor zijn bijdragen in De Groene Amsterdammer.
Van 2007 tot 2014 was Zwaap (eind)redacteur van PM Magazine van de Politieke Pers, het vakblad voor openbaar bestuur.
Hij publiceerde de novellebundel De woestijnen van de liefde (1992), de monografie De Vader van Pietje Bell (over Chris van Abkoude, samen met Jan Maliepaard) en biografische studies over keizer Wilhelm II, J. Slauerhoff, Arthur Rimbaud, Jack Kerouac en Ernest Hemingway.
Zwaap was van 2003 tot 2007 correspondent voor diverse Nederlandse media in Portugal. In 2014 was hij een jaar correspondent vanuit Zwitserland. Hij is oprichter/hoofdredacteur van de internetsite Lusophonia, over de Portugeestalige cultuur.
In 1994/1995 was Zwaap als commentator op actuele gebeurtenissen vast panellid in het Veronica-praatprogramma Hagens!, samen met onder meer Willem Oltmans en Jort Kelder. Zwaap was medeauteur van het scenario voor de documentaire Don't stop the show over Golden Earring (2002), fungeerde als interviewer voor de tv-documentaire voor VPRO's Labyrinth Nanotechnologie in macroperspectief (2010) en maakte samen met regisseur Hans Pool de documentaire Helden zonder glorie over de slag om de Grebbeberg van mei 1940 (2013).
Zwaap is oprichter-zanger-componist van "journalistiek strijdorkest" Wederhoor.
Sinds 2015 is hij hoofdredacteur van tijdschrift De Republikein. Hij stond op de kandidatenlijst voor de Partij voor de Republiek bij de Tweede Kamerverkiezingen 2021. 